# Championnat d'Amérique du Sud de rugby à XV 1995
Navigation
Championnat 1993 Championnat 1997
Le Championnat d'Amérique du Sud de rugby à XV 1995 est une compétition de rugby à XV organisée par la Confederación sudamericana de rugby. La 19e édition se déroule du 22 septembre au 8 octobre 1995 et est remportée par l'équipe d'Argentine.

## Équipes participantes
- Argentine
- Chili
- Uruguay
- Paraguay

## Format
L'Argentine, le Chili, l'Uruguay et le Paraguay disputent des matchs sous la forme d'un tournoi. Le premier est déclaré vainqueur.

## Classement
| Rang | Nation        | J | V | N | D | Pm  | Pe  | Diff | Pts |
| ---- | ------------- | - | - | - | - | --- | --- | ---- | --- |
| 1    | Argentine (T) | 3 | 3 | 0 | 0 | 233 | 49  | +184 | 6   |
| 2    | Uruguay       | 3 | 2 | 0 | 1 | 116 | 77  | +39  | 4   |
| 3    | Chili         | 3 | 1 | 0 | 2 | 40  | 123 | -83  | 2   |
| 4    | Paraguay      | 3 | 0 | 0 | 3 | 35  | 175 | -140 | 0   |

|  | Vainqueur (no 1).        |
|  | T : Tenant du titre 1993 |

## Résultats
| 22 septembre 1995 | Paraguay | 14 – 24 | Chili | Asuncion |
| 22 septembre 1995 |          |         |       | Asuncion |
| 22 septembre 1995 |          |         |       | Asuncion |

| 24 septembre 1995 | Paraguay | 9 – 103 | Argentine | Asuncion |
| 24 septembre 1995 |          |         |           | Asuncion |
| 24 septembre 1995 |          |         |           | Asuncion |

| 24 septembre 1995 | Chili | 13 – 31 | Uruguay | Santiago |
| 24 septembre 1995 |       |         |         | Santiago |
| 24 septembre 1995 |       |         |         | Santiago |

| 30 septembre 1995 | Uruguay | 48 – 12 | Paraguay | Montevideo |
| 30 septembre 1995 |         |         |          | Montevideo |
| 30 septembre 1995 |         |         |          | Montevideo |

| 30 septembre 1995 | Chili | 3 – 78 | Argentine | Santiago |
| 30 septembre 1995 |       |        |           | Santiago |
| 30 septembre 1995 |       |        |           | Santiago |

| 8 octobre 1995 | Argentine | 52 – 37 | Uruguay | Posadas |
| 8 octobre 1995 |           |         |         | Posadas |
| 8 octobre 1995 |           |         |         | Posadas |